# جون هاليداي (ممثل)
جون هاليداي (بالإنجليزية: John Halliday)‏ مواليد 14 سبتمبر 1880 في بروكلين، الولايات المتحدة - الوفاة 17 أكتوبر 1947 في هونولولو، هو ممثل أمريكي بدأ مسيرته الفنية سنة 1912. امتدت مسيرته الفنية لأكثر من 29 عاما.

## الأعمال
- عبر الأطلسي
- مين أوف شانس
- الملاك الداكن
- قصة فيلادلفيا

## روابط خارجية
- جون هاليداي على موقع IMDb (الإنجليزية)
- جون هاليداي على موقع قاعدة بيانات برودواي على الإنترنت (الإنجليزية)
- جون هاليداي على موقع إن إن دي بي (الإنجليزية)
- جون هاليداي على موقع قاعدة بيانات الفيلم (الإنجليزية)